# Ottavio di Hannover
Ottavio di Hannover, od Ottavio di Gran Bretagna (Buckingham Palace, 23 febbraio 1779 – Kew Palace, 3 maggio 1783), è stato un principe inglese.
Figlio di re Giorgio III e della regina Carlotta di Meclemburgo-Strelitz, era il prediletto del padre. Morì, probabilmente di vaiolo, a soli quattro anni, sei mesi dopo il decesso del fratello minore Alfredo e poco dopo aver subito l'inoculazione contro la malattia previsto nelle procedure di variolizzazione. La morte dei due bambini provocò molta sofferenza ai genitori, e soprattutto al re: l'evento traumatico danneggiò infatti la già provata psiche di Giorgio III, provocandogli crisi di follia con frequenti allucinazioni sui figli. La malattia mentale del monarca causò infine la sua rimozione effettiva dal potere nel 1811.
Ottavio fu oggetto di numerosi ritratti sia in vita sia, soprattutto, dopo la sua morte; tra i più notevoli si ricordano quelli di Thomas Gainsborough e Benjamin West.

## Biografia

### Nascita e primi anni

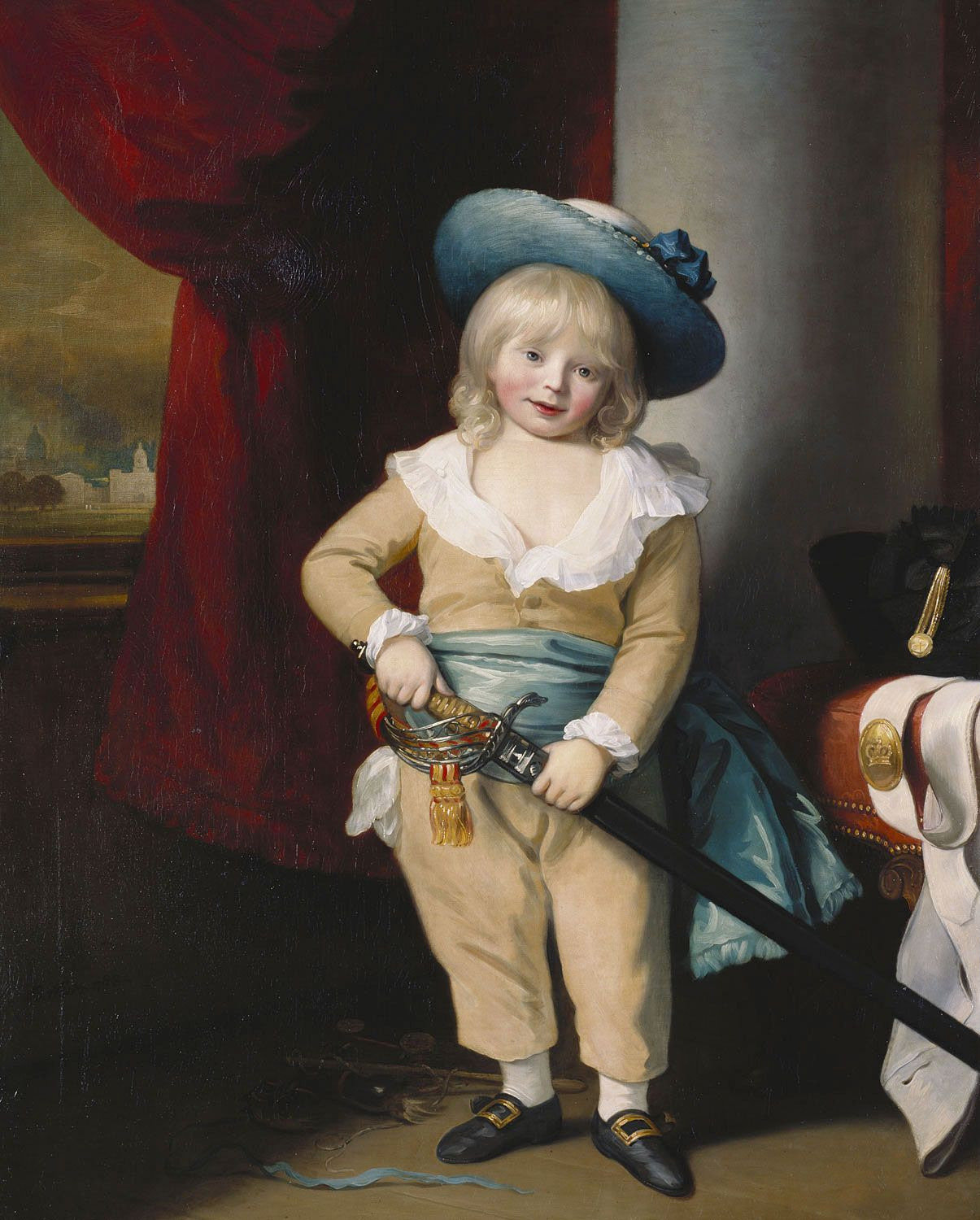
Il principe Ottavio (Benjamin West, 1782-83)

Il principe Ottavio di Hannover nacque il 23 febbraio 1779 a Buckingham Palace, Londra, figlio di re Giorgio III e di sua moglie, Carlotta di Meclemburgo-Strelitz. Il nome "Ottavio", inconsueto per i reali inglesi, derivava dal latino octavus ("ottavo"), a indicare che era appunto l'ottavo figlio maschio dei suoi genitori, mentre complessivamente era il tredicesimo della coppia reale. Lo stesso giorno la Camera dei lord inviò al re le congratulazioni per la sua nascita.
Ottavio venne battezzato il 23 marzo successivo nella Great Council Chamber del palazzo di St. James per mano di Frederick Cornwallis, arcivescovo di Canterbury, in una sontuosa cerimonia. In breve tempo il piccolo Ottavio divenne il beniamino della famiglia reale; si affezionò al bambino soprattutto suo padre, re Giorgio, che nei momenti di tempo libero giocava spesso con lui. Per i fratelli maggiori il monarca aveva predisposto un'educazione rigida e severa, avendo quindi con loro un pessimo rapporto, ma con Ottavio pare fosse invece più indulgente. Negli anni successivi il principe rimase quasi sempre in compagnia dei genitori o degli altri membri della famiglia reale, ed era spesso affettuosamente menzionato nelle loro lettere.

Nel 1782 morì il fratello minore Alfredo, quattordicesimo figlio di Giorgio III e Carlotta, a causa di violenti attacchi di febbre. Horace Walpole scrisse a sir Horace Mann, ambasciatore britannico nel Granducato di Toscana, circa la morte del principe Alfredo, riportando che re Giorgio aveva dimostrato il proprio favoritismo per l'ottavo figlio maschio dichiarando: «Sono molto dispiaciuto per Alfredo; ma se fosse stato Ottavio, sarei morto anch'io». Il principe «era di disposizione molto docile, ed era di così buon cuore da essere l'idolo di tutti». I biografi John Watkins ed Edward Holt hanno aggiunto che Ottavio era «considerato uno dei migliori della progenie reale», e lodano il pittore Thomas Gainsborough per la bellezza del ritratto del giovane principe da lui realizzato.

### Morte

#### Decesso e tumulazioni

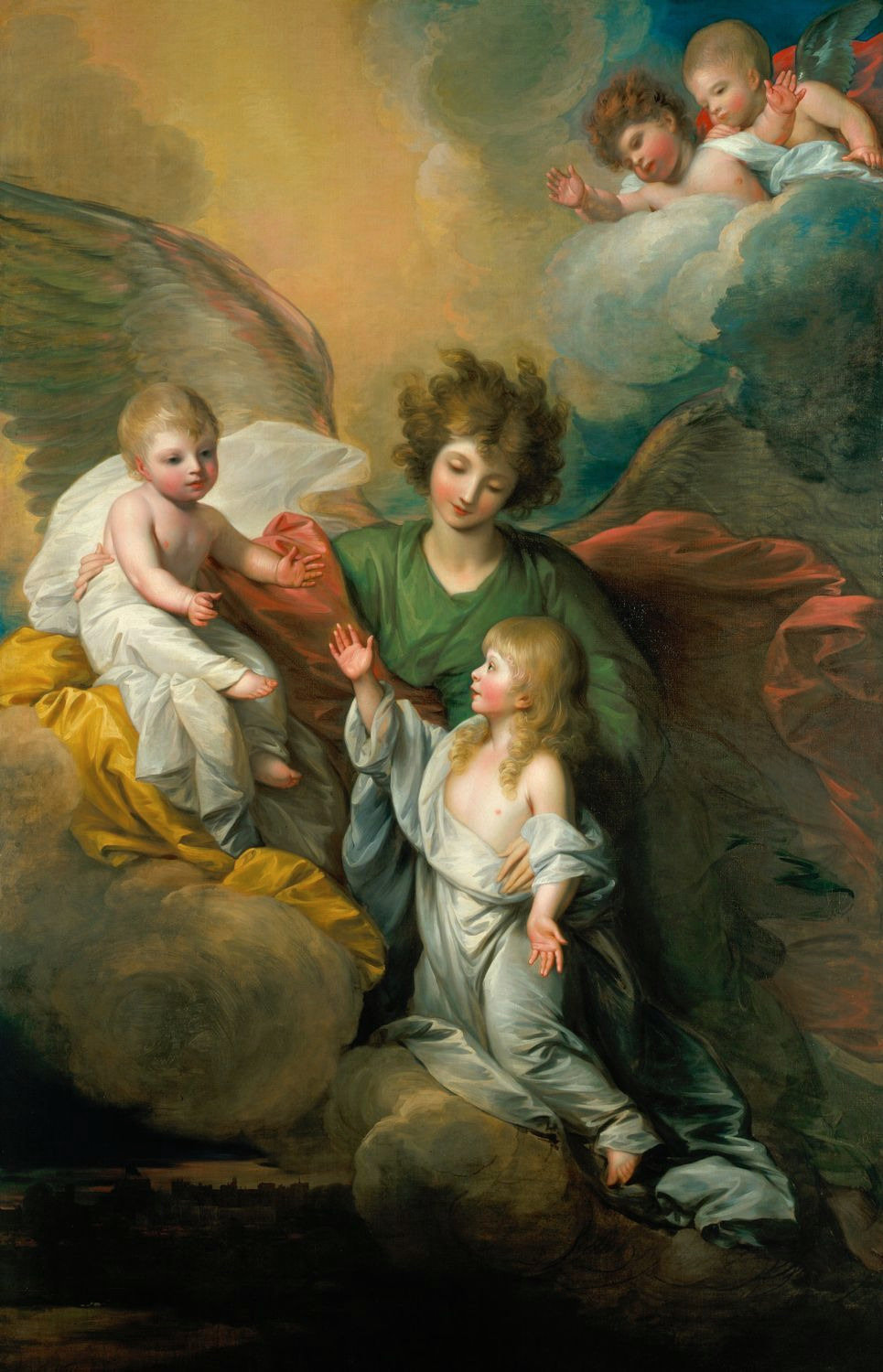
Apoteosi del principe Ottavio (Benjamin West, 1784)

Sei mesi dopo la morte di Alfredo, Ottavio e la sorella maggiore Sofia di Hannover furono portati a Kew Palace, nell'omonimo quartiere di Londra, per ricevere l'inoculo contro il vaiolo. Entrambi, in conseguenza della procedura, contrassero la malattia; ciò avrebbe teoricamente dovuto comportare l'immunizzazione ma, mentre Sofia si riprese senza problemi, le condizioni di Ottavio peggiorarono in breve tempo. Kenneth J. Panton sostiene invece che Ottavio avesse già il vaiolo e che fosse stato inoculato in un estremo tentativo di ridurne gli effetti.
Il decorso del malanno del principe fu breve: Ottavio morì dopo due giorni di agonia, il 3 maggio 1783 alle ore 20:40, a quattro anni. Come era tradizione, la famiglia reale non portò ufficialmente il lutto per la morte dei figli di età inferiore ai sette anni. Ottavio fu l'ultimo membro della famiglia reale britannica a contrarre il vaiolo.
Il 10 maggio il corpo del principe venne portato via da Kew, e dopo un breve funerale nella cappella di Enrico VII venne sepolto accanto al fratello Alfredo nell'abbazia di Westminster. Il 10 febbraio 1820 il loro fratello maggiore, divenuto re Giorgio IV, ordinò che i loro resti fossero trasferiti presso la cappella di San Giorgio del castello di Windsor, dove furono interrati nella cripta. La bara di Ottavio venne collocata subito a sinistra di quella della madre, la regina Carlotta, e vi si trova tuttora.

#### Le cause
L'assenza di un resoconto ufficiale sulla morte del bambino ha contribuito a generare confusione sulle circostanze dell'avvenimento. Nonostante una certa probabilità che il suo decesso fosse dovuto a sfortunate complicazioni dell'inoculo avvenuto pochi giorni prima (occorrenza niente affatto infrequente per l'epoca, a causa della rudimentalità della procedura: si stima 1 morte ogni 200 inoculazioni, quindi circa lo 0,5%), le cause della tragedia e la natura della malattia di Ottavio non vennero mai stabilite con certezza, tanto da far speculare che potesse aver contratto la scrofula o la tubercolosi. Inoltre, la copertura fornita dall'inoculo non era totale, e poteva capitare di contrarre successivamente il vaiolo.
Nel 1798, quindici anni dopo la morte di Ottavio, Edward Jenner sviluppò il primo vaccino contro il vaiolo funzionante. La procedura era assai più efficiente della variolizzazione, e in breve tempo l'andò a soppiantare nella lotta alla malattia. Secondo Derrick Baxby il caso del principe, se sfruttato a fini propagandistici da Jenner e dai sostenitori del vaccino, avrebbe indubbiamente favorito la sua diffusione; suppone tuttavia che ciò non avvenne per non incorrere nell'opposizione e nella censura da parte della famiglia reale britannica, a cui tale strumentalizzazione sarebbe di certo risultata sgradita. Similmente il caso venne ignorato dalla maggior parte della comunità medico-scientifica dell'epoca, con menzioni soltanto sporadiche.

## Le conseguenze della morte nella famiglia reale
Pur essendo deceduto in giovanissima età e senza aver quindi svolto alcun ruolo attivo nella politica britannica, la morte del principe Ottavio fu un evento profondamente doloroso e traumatico per i genitori, che ne avrebbe fortemente influenzato la vita successiva.
I primi effetti della tragedia si ebbero sulla madre Carlotta. Secondo le sue memorie, la morte di Ottavio fu inaspettata. Ella scrisse a un'amica, la quale aveva avuto un lutto simile: «Due volte ho provato ciò che voi avete provato, l'ultima volta senza essere minimamente preparata a una tal tragedia; quarantotto ore prima avevo tra le braccia mio figlio Ottavio, in perfetta salute, salvo poi trovarmelo malato e morente». La morte del secondo principe in poco tempo compromise seriamente la salute mentale e fisica della regina, che all'epoca era in attesa della principessa Amelia, ultimogenita della coppia reale. Carlotta fu assai prostrata dalla morte di Ottavio per i tre mesi successivi, tanto da far temere che potesse perdere la figlia oppure morire a sua volta; la regina tuttavia si riprese e partorì la principessa Amelia nell'agosto successivo.
La morte di Ottavio ebbe effetti devastanti sul padre, re Giorgio III, già provato dalla disastrosa sconfitta finale britannica nella guerra d'indipendenza americana. A tal proposito Walpole scrisse: «Il Re ha perso un altro dei suoi figli minori; un bambino adorabile, sul quale i monarchi puntavano molto». Poco dopo, lo stesso re Giorgio affermò: «Non ci sarà paradiso per me se non c'è Ottavio».

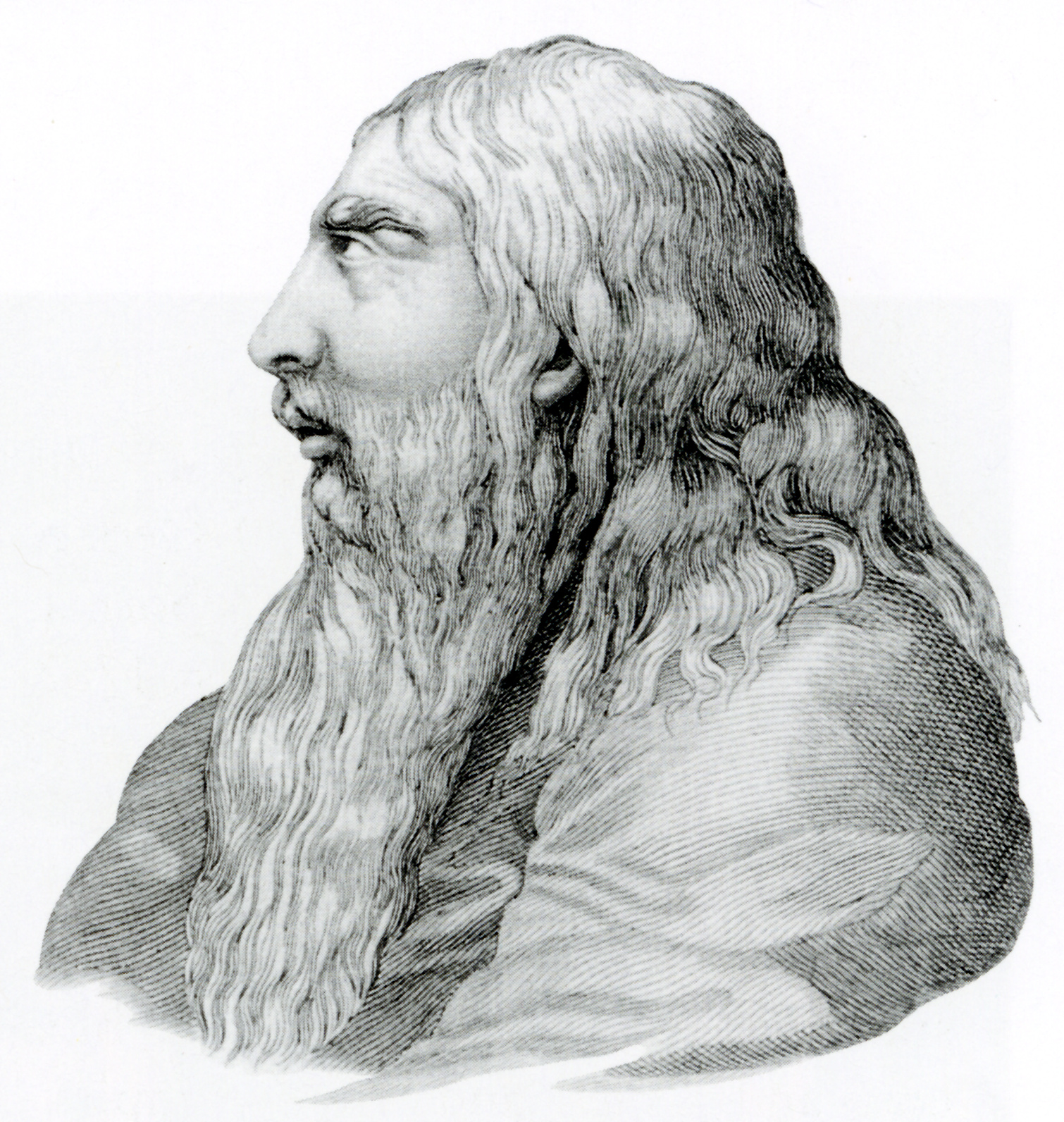
Giorgio III, ormai preda della follia e recluso nelle proprie stanze, in un'incisione del 1817 di Henry Hoppner Meyer

Il giorno successivo alla morte del piccolo principe, il re si recò in una stanza del castello di Windsor, dove il pittore Thomas Gainsborough stava completando gli ultimi ritocchi su alcuni ritratti della famiglia reale. Il re, affranto, gli chiese di smettere di dipingere, ma quando scoprì che stava lavorando al dipinto di Ottavio, permise al pittore di continuare. Lo stesso giorno del funerale di Ottavio si tenne alla Royal Academy of Arts un'esposizione dei dipinti di Gainsborough, tra cui anche un ritratto della famiglia reale; alcune figlie di Giorgio III, invitate a vedere il quadro, si commossero vedendo le immagini dei fratellini deceduti, e ottennero che altri ritratti di Ottavio e Alfredo venissero realizzati e appesi nelle residenze reali.
La morte di Ottavio divenne una vera e propria mania per il monarca, la cui salute mentale andò progressivamente declinando. Mentre il resto della famiglia reale riuscì col tempo a elaborare il lutto per il principe, il monarca non ne fu in grado e sviluppò un attaccamento morboso per l'ultimogenita Amelia, nata poco dopo la morte di Ottavio. Tre mesi più tardi suo padre stava ancora pensando a lui, scrivendo a lord Dartmouth: «Aumenta l'abisso che sento per la mancanza di quell'oggetto d'amore». Sempre il re affermò: «Ogni mattina, quando mi sveglio, vorrei avere ottanta, novanta anni, oppure essere morto».
Nel 1788 re Giorgio, in una delle sue ormai sempre più frequenti crisi di allucinazioni, accudiva un cuscino sotto le lenzuola, facendo intendere che si trattasse del suo bambino. A partire dal 1811, all'epoca della sua pazzia e dell'imposizione della reggenza del suo primogenito, il principe Giorgio, il re affermava di vedere e parlare con individui morti da lungo tempo, come il bisnonno Giorgio I e i figli Ottavio, Alfredo e Amelia, la cui prematura morte nel 1810 l'aveva fatto definitivamente impazzire.

## Ottavio nell'arte

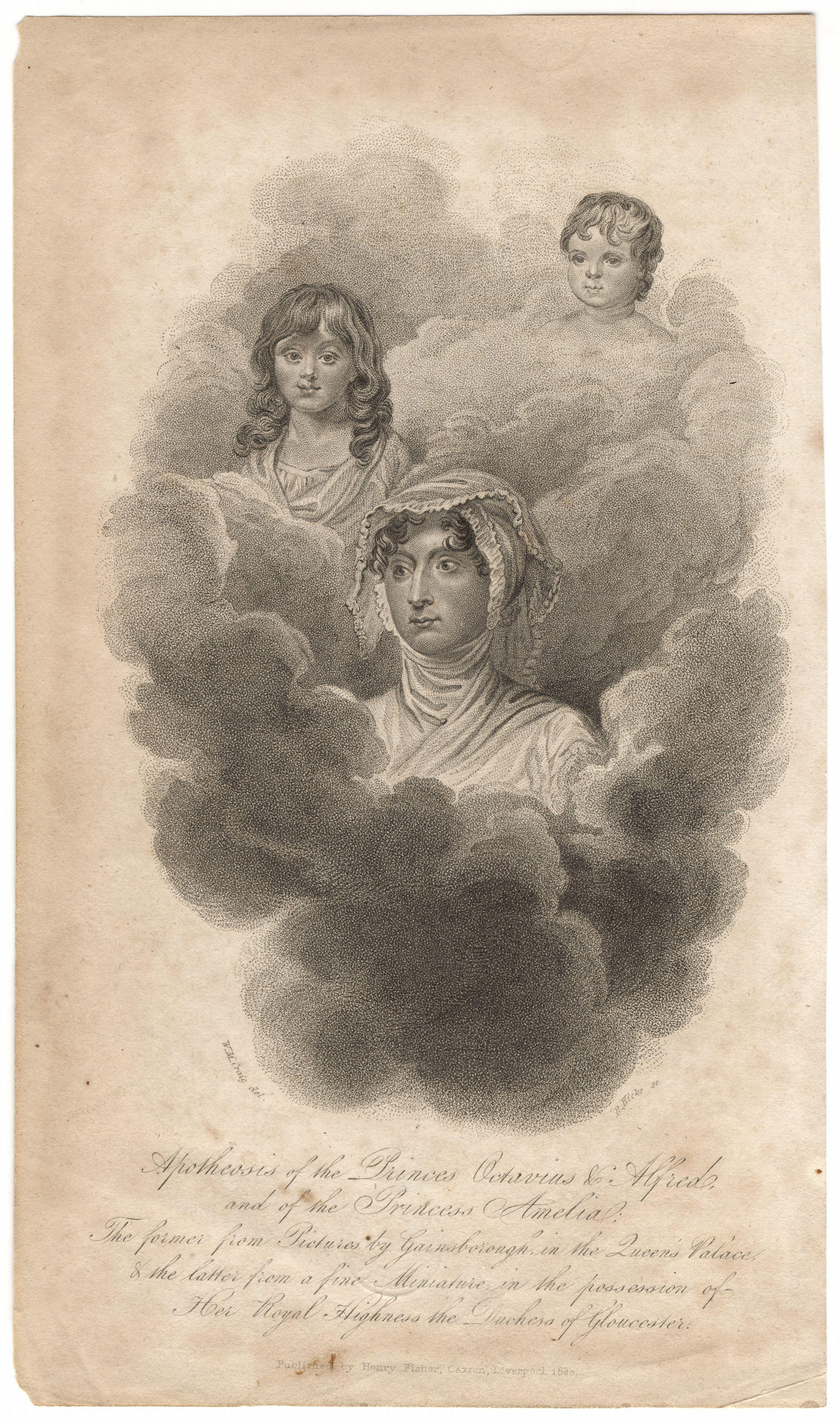
Apoteosi dei principi Ottavio e Alfredo e della principessa Amelia (William Marshall Craig, 1820)

Il primo ritratto del principe venne realizzato da Thomas Gainsborough nel 1782, mentre egli era ancora in vita. Il quadro, di fattura pregevole, funse da modello per tutti i pittori successivi, ritraendo il bambino come florido e dai lunghi capelli biondi.
Altro ritrattista che dipinse in più occasioni Ottavio fu Benjamin West. Dopo aver già completato un ritratto del principe armato di spada nel 1782-83, nel 1784 realizzò, dietro incarico del re, un quadro intitolato Apoteosi del principe Ottavio, in cui il bambino viene mostrato come accolto in Paradiso dal fratello Alfredo.
Vi furono poi svariate imitazioni dei lavori di Gainsborough e West. La principessa reale Carlotta realizzò nel 1785 uno schizzo a mano del fratello Ottavio, basandosi sul ritratto originale di Gainsborough e su una copia di John Alexander Gresse, al fine di poterne conservare il ricordo. Il pittore William Marshall Craig realizzò a sua volta una miniatura intitolata Apoteosi dei principi Ottavio e Alfredo e della principessa Amelia, che poi Robert Hicks convertì in incisione e pubblicò nel 1820; l'opera è attualmente conservata alla National Portrait Gallery di Londra.

## Titolo nobiliare
- 23 febbraio 1779 – 3 maggio 1783: Sua Altezza Reale il principe Ottavio

## Ascendenza
|                                                 |                                            |                                               | Genitori                                         |  |  | Nonni |  |  | Bisnonni                    |  |  | Trisnonni                  |  |
|                                                 |                                            |                                               |                                                  |  |  |       |  |  | Giorgio II di Gran Bretagna |  |  | Giorgio I di Gran Bretagna |  |
|                                                 |                                            |                                               |                                                  |  |  |       |  |  | Giorgio II di Gran Bretagna |  |  | Giorgio I di Gran Bretagna |  |
|                                                 |                                            | Sofia Dorotea di Celle                        |                                                  |  |  |       |  |  | Giorgio II di Gran Bretagna |  |  |                            |  |
| Federico, principe del Galles                   |                                            |                                               |                                                  |  |  |       |  |  | Giorgio II di Gran Bretagna |  |  |                            |  |
|                                                 |                                            | Carolina di Brandeburgo-Ansbach               | Giovanni Federico di Brandeburgo-Ansbach         |  |  |       |  |  |                             |  |  |                            |  |
|                                                 |                                            | Carolina di Brandeburgo-Ansbach               | Giovanni Federico di Brandeburgo-Ansbach         |  |  |       |  |  |                             |  |  |                            |  |
|                                                 |                                            | Carolina di Brandeburgo-Ansbach               | Eleonora Erdmuthe di Sassonia-Eisenach           |  |  |       |  |  |                             |  |  |                            |  |
| Giorgio III di Gran Bretagna                    |                                            | Carolina di Brandeburgo-Ansbach               |                                                  |  |  |       |  |  |                             |  |  |                            |  |
|                                                 |                                            | Federico II di Sassonia-Gotha-Altenburg       | Federico I di Sassonia-Gotha-Altenburg           |  |  |       |  |  |                             |  |  |                            |  |
|                                                 |                                            | Federico II di Sassonia-Gotha-Altenburg       | Federico I di Sassonia-Gotha-Altenburg           |  |  |       |  |  |                             |  |  |                            |  |
|                                                 |                                            | Federico II di Sassonia-Gotha-Altenburg       | Maddalena Sibilla di Sassonia-Weissenfels        |  |  |       |  |  |                             |  |  |                            |  |
| Augusta di Sassonia-Gotha-Altenburg             |                                            | Federico II di Sassonia-Gotha-Altenburg       |                                                  |  |  |       |  |  |                             |  |  |                            |  |
|                                                 |                                            | Maddalena Augusta di Anhalt-Zerbst            | Carlo Guglielmo di Anhalt-Zerbst                 |  |  |       |  |  |                             |  |  |                            |  |
|                                                 |                                            | Maddalena Augusta di Anhalt-Zerbst            | Carlo Guglielmo di Anhalt-Zerbst                 |  |  |       |  |  |                             |  |  |                            |  |
|                                                 |                                            | Maddalena Augusta di Anhalt-Zerbst            | Sofia di Sassonia-Weissenfels                    |  |  |       |  |  |                             |  |  |                            |  |
| Ottavio di Hannover                             |                                            | Maddalena Augusta di Anhalt-Zerbst            |                                                  |  |  |       |  |  |                             |  |  |                            |  |
|                                                 | Adolfo Federico II di Meclemburgo-Strelitz | Adolfo Federico I di Meclemburgo-Schwerin     |                                                  |  |  |       |  |  |                             |  |  |                            |  |
|                                                 | Adolfo Federico II di Meclemburgo-Strelitz | Adolfo Federico I di Meclemburgo-Schwerin     |                                                  |  |  |       |  |  |                             |  |  |                            |  |
|                                                 | Adolfo Federico II di Meclemburgo-Strelitz | Maria Caterina di Brunswick-Wolfenbüttel      |                                                  |  |  |       |  |  |                             |  |  |                            |  |
| Carlo Ludovico Federico di Meclemburgo-Strelitz | Adolfo Federico II di Meclemburgo-Strelitz |                                               |                                                  |  |  |       |  |  |                             |  |  |                            |  |
|                                                 |                                            | Cristiana Emilia di Schwarzburg-Sondershausen | Cristiano Guglielmo di Schwarzburg-Sondershausen |  |  |       |  |  |                             |  |  |                            |  |
|                                                 |                                            | Cristiana Emilia di Schwarzburg-Sondershausen | Cristiano Guglielmo di Schwarzburg-Sondershausen |  |  |       |  |  |                             |  |  |                            |  |
|                                                 |                                            | Cristiana Emilia di Schwarzburg-Sondershausen | Antonia Sibilla di Barby-Muhlingen               |  |  |       |  |  |                             |  |  |                            |  |
| Carlotta di Meclemburgo-Strelitz                |                                            | Cristiana Emilia di Schwarzburg-Sondershausen |                                                  |  |  |       |  |  |                             |  |  |                            |  |
|                                                 |                                            | Ernesto Federico I di Sassonia-Hildburghausen | Ernesto di Sassonia-Hildburghausen               |  |  |       |  |  |                             |  |  |                            |  |
|                                                 |                                            | Ernesto Federico I di Sassonia-Hildburghausen | Ernesto di Sassonia-Hildburghausen               |  |  |       |  |  |                             |  |  |                            |  |
|                                                 |                                            | Ernesto Federico I di Sassonia-Hildburghausen | Sofia Enrichetta di Waldeck                      |  |  |       |  |  |                             |  |  |                            |  |
| Elisabetta Albertina di Sassonia-Hildburghausen |                                            | Ernesto Federico I di Sassonia-Hildburghausen |                                                  |  |  |       |  |  |                             |  |  |                            |  |
|                                                 |                                            | Sofia Albertina di Erbach-Erbach              | Giorgio I di Erbach-Erbach                       |  |  |       |  |  |                             |  |  |                            |  |
|                                                 |                                            | Sofia Albertina di Erbach-Erbach              | Giorgio I di Erbach-Erbach                       |  |  |       |  |  |                             |  |  |                            |  |
|                                                 |                                            | Sofia Albertina di Erbach-Erbach              | Amalia Caterina di Waldeck-Eisenberg             |  |  |       |  |  |                             |  |  |                            |  |
|                                                 |                                            | Sofia Albertina di Erbach-Erbach              |                                                  |  |  |       |  |  |                             |  |  |                            |  |